# Kamenný kříž u Stonáče
Kamenný kříž u Stonáče je volně stojící kamenný krucifix v obci Bílany, která je místní částí města Kroměříž ve Zlínském kraji.

## Datace a umístění
Kříž s chronogramem z roku 1831 se nachází v jihozápadní části katastru obce Bílany na pozemku p.č.1409 v lokalitě přírodní památky u potoka Stonáč na náspu zvaném "Válek". Je chráněn jako nemovitá Kulturní památka České republiky pod číslem 101316. V MonumNetu uváděná datace 1777 byla zřejmě odhadována před restaurací – po restauraci je chronogram v nápisu jednoznačný a odpovídá i historické skutečnosti o průběhu pandemie cholery v Evropě a Severní Americe v letech 1829–1851. Již v dřívějších dobách stával na tomto místě dřevěný kříž zelené barvy.

## Popis památky
Na dvoustupňové základně je umístěn novodobý hranolový podstavec s prolomenými rohy a čtvercovými rámy ukončený odstupňovanou římsou. Dřík se stlačenými volutovými křídly po stranách a s vpadlými zrcadly na čelní straně je ukončen římsou a žlábkováním. Z profilované patky vyrůstá kříž s rameny ukončenými trojlisty. Ukřižovaný je s bederní rouškou uvázanou k levému boku s hlavou mírně skloněnou k pravému rameni a s trnovou korunou na hlavě.

## Nápisy
Nápis s chronogramem na čelní straně hranolového dříku po restaurování: 

CrVX haeC IesV ChrIstI CIVItatIs aCCoLas ChoLerae Monet. 

Kříž tento Ježíše Krista zvěčnil občan na paměť cholery. (1831) 

Nápis na zadní straně hranolového dříku: 

POSUIT FRANCIS PIPPAL NEGOTIAT FERRAR MDCCCXXXII 

Postavil František Pípal obchodník s železem 1832 

Nápis na zadní straně novodobého podstavce: 

Věnovali občané obce Bílany v r. 1959 

## Historie kříže
Podle Františka Václava Peřinky zuřila v roce 1831 v kroměřížské farnosti cholera. Město Kroměříž dalo kus pole na cholerový hřbitov, který byl posvěcen a pochováno na něm bylo 106 lidí. Obchodník s železem František Pípal postavil na něm na vlastní útraty úhledný kamenný kříž, na jehož udržování uložil na faře při kostele Panny Marie 40 zl. stř.
Toto cholerové pohřebiště stávalo naproti  starého hřbitova na kotojedské cestě v místech, kde dnes stojí Středisko volného času mládeže Šipka.
František Pípal si vzal za ženu Terezii, jedinou dceru a dědičku Jiřího Rösnera obchodníka s železem v Kroměříži. Bydleli v domě U Zlatého kohouta vedle měšťanského domu u radnice na Velkém náměstí v centru Kroměříže.
Pikantní na novodobém umístění kamenného kříže v roce 1959 z depozitu v Květné zahradě (kam byl přemístěn z cholerového hřbitova v Kroměříži a odtud ke Stonáči) je dochovaný protokol o sporu kroměřížských měšťanů Jiřího Rösnera a jeho zetě Františka Pípala s obcí Bílany z roku 1810. Jiří Rösner zřídil si po celé délce svého břehu u tzv. jezera taras z vrbových kůlů a prutů, aby chránil svou louku proti vodě. Tím ale způsobil zakřivení příkopu, jež při povodni bude překážkou proudu a způsobí záplavu bílanských pastvin. Pan Rösner uznal námitky deputantů z Bílan a uvolil se k vyrovnání zakřivení tarasu. Zajímavá je i skutečnost, že v roce 1831 v obci Bílany „postavené uprostřed bažin nezemřel na choleru nikdo, zato v Břestě, kde nebylo močálů, lidé velmi mřeli“. Cholera byla v Bílanech zaznamenána ve válce prusko-rakouské v roce 1866 v rámci epidemie tzv. pruské cholery, která si vyžádala 37 obětí.
V roce 2015 byl kříž z čelní i zadní strany poškozen neznámým sprejerem a Kroměřížské technické služby, s.r.o. musely zajistit restaurátorský zásah.

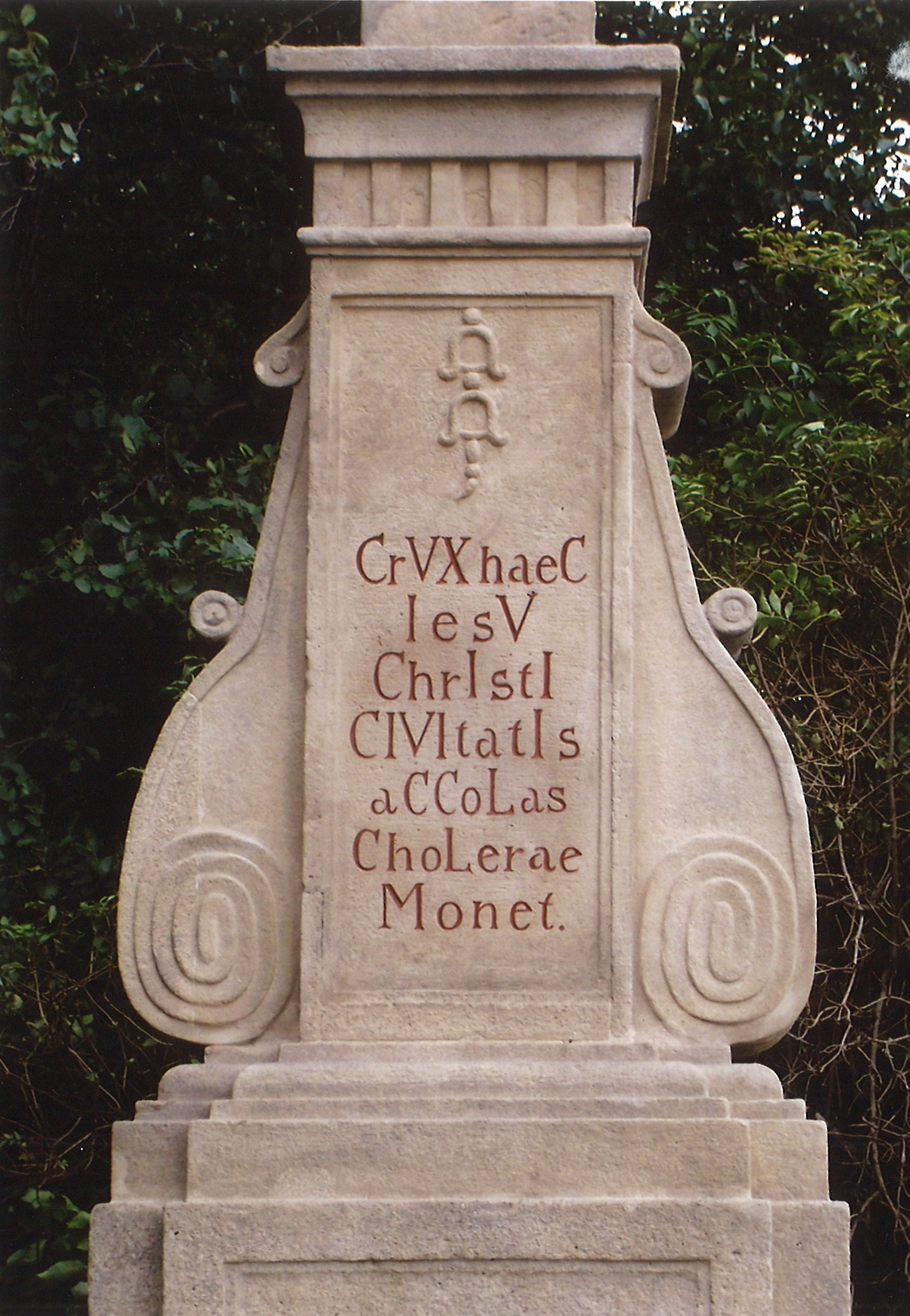
Nápis s chronogramem na čelní straně dříku
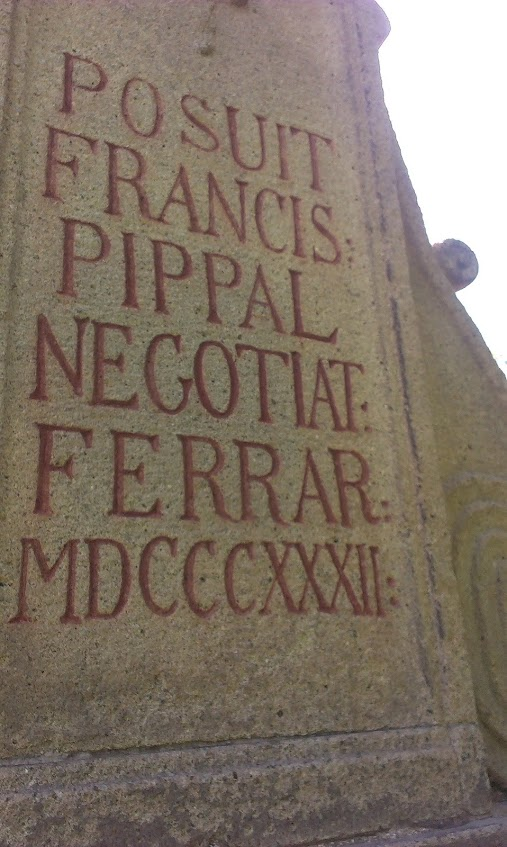
Nápis na zadní straně hranolového dříku